# St. Marien (Gietrzwałd)

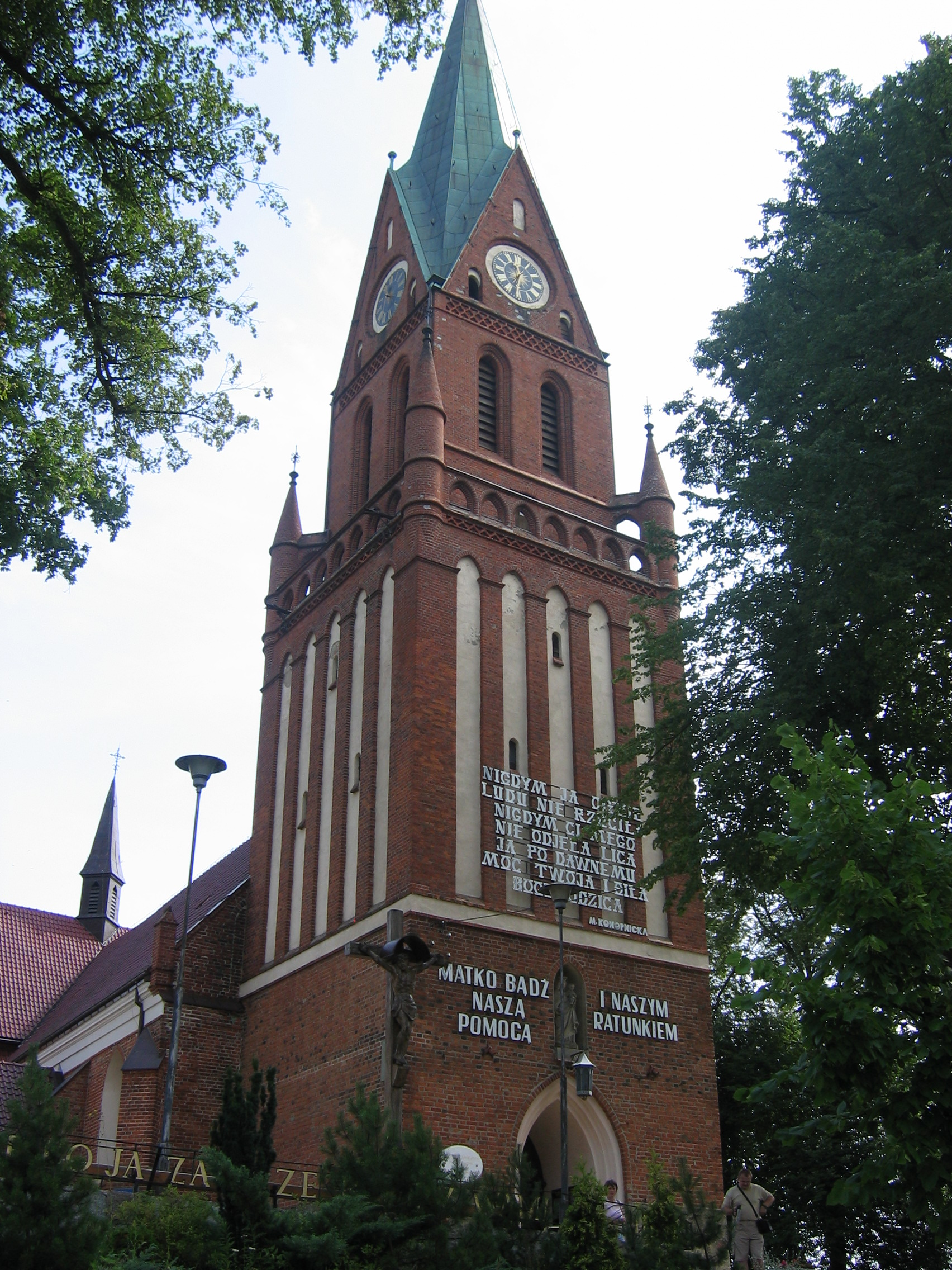
St. Marien Gietrzwałd

Die römisch-katholische Pfarrkirche Basilika St. Marien (polnisch Narodzenie Najświętszej Maryi Panny) befindet sich in Gietrzwałd (deutsch Dietrichswalde) im Powiat Olsztyński der Woiwodschaft Ermland-Masuren in Polen. Die Marienwallfahrtskirche mit dem Titel einer Basilica minor trägt das Patrozinium Mariä Geburt.

## Geschichte
Die Ursprünge der Kirche gehen auf das Jahr 1352 zurück, als das ermländische Domkapitel dem Lokator Andreas 70 Hufen Land zur Gründung eines neuen Dorfes zusprach, einschließlich der Gründung einer Kirche. Diese erste Kirche war wohl ein ungewölbter Saalbau ohne Chor.
Die genaue Datierung des ursprünglichen Bauwerks ist schwierig, doch vom Bautyp her gehört der Bau in das späte Mittelalter. Das Erdgeschoss des Turms stammt von ca. 1500.
Nach einer Marienerscheinung 1877 wurde der Bau als Wallfahrtskirche in den Jahren 1878 bis 1884 vom Paderborner Dom- und Diözesanbaumeister Arnold Güldenpfennig im neugotischen Stil, orientiert an den Formen der Backsteingotik, neu erbaut. Dabei wurde der Turm massiv erhöht, ein neuer Chor sowie ein Querhaus im Osten der Kirche hinzugefügt. Vom ursprünglichen Bau blieb lediglich das Erdgeschoss des Turms sowie die nördliche und südliche Seitenwand des Langhauses erhalten.
Das Gotteshaus wurde im Jahr 1970 von Papst Paul VI. mit der Bezeichnung Basilika der Erscheinung der Heiligsten Jungfrau Maria in Gietrzwałd zur Basilica minor erhoben.

## Bauwerk
Die Kirche war ursprünglich ein durch Strebepfeiler gegliederter ungewölbter Saalbau. Zustand vor dem Umbau ist in einer Zeichnung von 1877 überliefert. Die Strebepfeiler unterteilten die Seitenwände des Langhauses in vier Abschnitte, die jeweils mit einem spitzbogigen Fenster versehen waren. Das Langhaus besaß einen horizontalen Putzabschluss. Der westliche Turm hatte im Erdgeschoss ein gestuftes Portal und wies darüber ein kleines spitzbogiges Fenster auf. Der Turm besaß zudem an den oberen Stockwerken Blenden, die aber im Zuge des Neubaus verändert wurden. Der ursprüngliche Dreiecksgiebel im Osten der Kirche wurde ebenfalls umgebaut.

## Kreuzweg
Zu der erhöht auf einem Hügel liegenden Wallfahrtskirche führt ein Kreuzweg, dessen einzelne Stationen als Pavillons ausgebildet sind, in denen sich jeweils eine der Szenen mit lebensgroßen Steinskulpturen gezeigt wird.